# إلسا ونايت تومسون
إلسا ونايت تومسون (بالإنجليزية: Elsa Knight Thompson)‏ هي صحفية أمريكية، ولدت في 6 أبريل 1906، وتوفيت في 12 فبراير 1983.

## وصلات خارجية
- إلسا ونايت تومسون على موقع الموسوعة البريطانية (الإنجليزية)